# Час свиньи
«Час свиньи» (англ. The Hour Of The Pig) — кинофильм. Фильм, основан на историческом факте о том, что в средневековой Европе животные обвинялись в совершении преступлений и предавались настоящему суду. Снят в 1993 году режиссёром Лесли Мегахи по заказу BBC Films. Главные роли в фильме исполнили Колин Фёрт, Иэн Холм, Дональд Плезенс и другие. В США фильм демонстрировался под названием «Адвокат». Драма, содержащая элементы мистики и чёрной комедии.
Из-за наличия сцен сексуальных контактов фильм получил ограничения: в Великобритании его разрешено смотреть лицами старше 15 лет (Category 15), а по системе рейтингов Американской киноассоциации фильм получил категорию R, то есть лицам до 17 летнего возраста нельзя смотреть его без взрослых.

## Сюжет
Дело разворачивается в средневековой Франции XV века. Сюжет основан на реальных событиях, связанных с жизнью и деятельностью Бартоломью Чассени, юриста, в своё время служившего адвокатом животных, обвиняемых в преступлениях. В это время животные, наряду с людьми, считались субъектами правоотношений, они должны были являться в суд, в случае вынесения обвинения. Это было закреплено во Французском праве 1403—1596 годов.
Молодой юрист Ришар Куртуа (Колин Фёрт) и его секретарь Матьё (Джим Картер) покидают Париж, чтобы заняться правовой практикой в Абвиле, городишке на севере страны, которую они считают тихой и спокойной. Здесь Куртуа оказывается завален целой кипой бумаг, которые уже долгое время никто не разбирал. Куртуа считает, что это обычные дела, наподобие споров из-за земли или наследства, но Матьё указывает ему на два интересных дела: об убийстве ревнивым мужем любовника жены и об обвинении женщины в колдовстве. С первым делом Куртуа расправляется легко, убеждая суд, что фермер Валер совершил преступление не из ревности, а защищая свой дом. В благодарность за это, Валер обещает любую помощь адвокату.
Следом Куртуа берется за дело Жанин (Гарриет Уолтер), которую обвиняют в колдовстве. К ней применяют пытки, тюремщик также показывает Куртуа т. н. «третий сосок» — символ сношений с дьяволом. Однако Куртуа говорит Жанин, что судят её не за магию, а за вред, который она нанесла окружающим. Самое страшное из обвинений заключается в том, что Жанин натравила крыс на своего соседа. В приватной беседе с судьёй Куртуа выясняет, что если он разобьет обвинение касательно крыс, то Жанин не получит сурового приговора. Куртуа использует все свои знания в юриспруденции — он заявляет, что крыс необходимо вызвать в суд как свидетелей (как того требует закон), а когда крысы не являются, говорит, что в зале суда находятся кошки и собаки, и крысы «воспользовались» своим правом не являться в суд (свидетель по тогдашним законам мог отказаться прибыть в суд, в случае нахождения там его смертельных врагов). Измученный этим представлением судья снимает обвинение, однако заявляет, что будет судить Жанин за её религиозное преступление. Куртуа против, он говорит, что это не законно, но судья говорит, что по «закону Понтье» (отличному от «закона Парижа», к которому апеллирует Куртуа) он имеет право на это. А так как до суда Жанин призналась, что вступала в контакт с Люцифером, суд приговаривает её к повешению. Куртуа бессилен против этого.
Главным же делом Куртуа становится кажущееся ему безумным дело об обвинении свиньи в убийстве маленького мальчика-еврея. Куртуа категорически против того, чтобы защищать свинью, считая это глупым занятием. Но постепенно он меняет точку зрения. Ричард знакомится с хозяевами свиньи — арабами (маврами) Махмудом и его сестрой Самирой (Амина Аннаби), в которую влюбляется. Перед смертью ведьма Жанин просит Куртуа «заняться мальчиком», однако тот пока не понимает её слова, но все больше и больше убеждается, что убийство — не вина свиньи, а что-то мистическое. Он также находит кости другого мальчика, тоже еврея, пропавшего несколько месяцев назад.
Куртуа приглашает в свой замок сеньор этой деревни Жан д’Офер. Он знакомит Куртуа со своей женой, сыном и дочерью. Неизвестно зачем, но сеньор всячески предлагает Куртуа отказаться от дела свиньи: предлагает ему 400 ливров, а также жениться на своей красивой дочери с получением солидного приданого. Куртуа ещё больше стремиться разобраться с этим делом, он понимает, борьба «государства против свиньи» на самом деле есть противоборство более влиятельных сил. Куртуа говорит сеньору, что продолжит защищать свинью, тогда сеньор решает лично председательствовать на заседании. Неприятным сюрпризом для Куртуа становится переход его друга, мэтра Альбертуса (Иэн Холм), на сторону обвинения. Тогда Куртуа решает сдаться, но из-за начала Адвента, заседание прерывается. Вскоре Куртуа узнаёт, что сеньор — потомок древнего катарского рода, и он наверняка причастен к убийству мальчика.
Во время праздника Рождества в замок д’Офера приходит Самира, об отношениях которой с Куртуа в то время уже все знают. Она танцует для хозяина и его гостей, но неожиданно сын сеньора выливает ей вино в вырез на её блузке. Это оскорбляет девушку, и та угрожает сыну сеньора ножом. Сеньор говорит Куртуа, что ещё можно все уладить, намекая на дело свиньи. Куртуа уводит Самиру из замка и требует, чтоб она уехала. После этого Куртуа становится свидетелем покушения на убийство мальчика. На его жизнь покушается серийный убийца, который, по мнению Куртуа, виновен в смерти маленьких евреев. Куртуа при помощи неизвестного старца (позже выясняется, что это шпион инквизиции) спасает мальчика. После этого адвокат приходит к отцу Альбертусу, который ещё раз сообщает ему последние слова ведьмы: «Займись мальчиком». Куртуа, наконец, понимает, каким мальчиком надо было заниматься.
Он приходит в замок д’Офера и объявляет сеньору всю правду — серийным убийцей является его сын, он убил первого мальчика и второго (который пропал несколько месяцев назад). Сеньор признаёт это, но говорит, что Куртуа не может арестовать сына, так как тот находится на лечении в Англии. После этого решается и ситуация со свиньёй. По просьбе Куртуа, первый спасённый им, Валер, приводит свинью, которая является точной копией обвиняемой. Валер говорит, что в день убийства на морде его свиньи была кровь. Суд оправдывает свинью.
Куртуа уезжает из города обратно в Париж. Самира отказывается ехать с ним, говоря, что общество Куртуа не признаёт некрещёную арабку («Однажды ты придёшь домой и увидишь — он сожжён вместе с чёрной женой-ведьмой»). В заключение в гостиницу, где жил Куртуа прибывает человек в рыцарских доспехах (ведьмой Жанин было предсказано, что человек в сияющих доспехах принесёт в город свет). Однако когда рыцарь раздевается, служанка Мария видит страшные красные пятна на его теле и дико кричит. Прибывший рыцарь принёс в город «Чёрную смерть».